# تلفات غیرنظامیان جنگ در افغانستان (۲۰۰۱–۲۰۲۱)
در طول جنگ در افغانستان (۲۰۰۱–۲۰۲۱) بیش از ۴۷٬۲۴۵ غیرنظامی کشته شدند. علاوه بر آن حدود ۶۶٬۰۰۰ تا ۶۹٬۰۰۰ نفر در ارتش و پلیس افغانستان و بیش از ۵۱٬۰۰۰ مبارز طالبان تا آوریل ۲۰۲۱ کشته شده‌اند. به‌طور کلی این جنگ ۱۷۱٬۰۰۰ تا ۱۷۴٬۰۰۰ نفر کشته در افغانستان بر جا گذاشته‌است.
با این حال، این تلفات با توجه به مرگ و میر حساب نشده در پی «بیماری، نداشتن دسترسی به مواد غذایی، آب، زیرساخت، یا دیگر عواقب غیر مستقیم از جنگ» احتمالاً بالاتر است. پروژهٔ هزینه جنگ تخمین زده‌است که بر اساس یک نسبت غیر مستقیم به مستقیم کشته‌شده‌گان در درگیری‌های معاصر، تعداد کسانی که غیر مستقیم در این جنگ کشته شده‌اند ممکن است به عنوان بیش از ۳۶۰٬۰۰۰ نفر باشد. این اعداد کسانی را که در پاکستان در جنگ در شمال غرب پاکستان کشته شده‌اند را شامل نمی‌شود.
جنگ راه‌اندازی شده توسط ایالات متحده با عنوان «عملیات آزادی بلندمدت» در ۲۰۰۱، با یک کمپین هوایی اولیه آغاز شد، که بلافاصله موجب نگرانی در مورد تلفات غیرنظامیان افغان شده و موجب تظاهرات بین‌المللی شد. افزایش حملات هوایی و تعداد کشته‌شده‌گان غیرنظامی افغان توسط عملیات نظامی خارجی، تنش را بین کشورهای خارجی و دولت افغانستان افزایش داد. در ماه مه ۲۰۰۷، رئیس‌جمهور حامد کرزی فرمانده‌های نظامی خارجی را احضار کرده و به آنها هشدار داد از عواقب مرگ و میر غیرنظامی بیشتر در افغانستان آگاه باشند و از آن جلوگیری کنند. البته تلفات در این دوره از جنگ، ادامهٔ تلفات غیرنظامی بسیار بالا در طول جنگ شوروی و افغانستان در دهه ۱۹۸۰ و سه دوره جنگ داخلی پس از آن: ۱۹۸۹–۱۹۹۲, ۱۹۹۲–۱۹۹۶ و ۱۹۹۶–۲۰۰۱ است.

## برآوردها
گزارشی موجود نیست رقم رسمی وجود ندارد که به صورت کلی تعداد غیرنظامیان کشته شده توسط جنگ از سال ۲۰۰۱ را ارائه کند اما تخمین‌هایی توسط تعدادی از سازمان‌های مستقل برای دوره‌های خاص سال منتشر شده که در اینجا ارائه می‌شود.
بیشتر منابع تخمین می‌زنند که اطلاعات آنها به احتمال زیاد در مورد تعداد واقعی تلفات دست کم گرفته شده‌است.
| سال  | تلفات غیرنظامیان در نتیجهٔ اقدامات شورشیان | تلفات غیرنظامیان در نتیجهٔ اقدامات نظامی به رهبری آمریکا | تلفات غیرنظامیان در نتیجهٔ جنگ |
| ۲۰۰۱ | گزارشی موجود نیست | - پروژه جایگزین‌های دفاعی برآورد کرده‌است که در مدت ۳ ماه بین ۷ اکتبر ۲۰۰۱ و ۱ ژانویه ۲۰۰۲، حداقل ۱۰۰۰–۱۳۰۰ غیرنظامی مستقیماً توسط عملیات بمباران هوایی به رهبری آمریکا کشته شدند، و تا اواسط ژانویه ۲۰۰۲، دست کم ۳۲۰۰ افغان دیگر بر اثر «گرسنگی، در معرض گذاری، بیماریهای مرتبط یا جراحت ناشی از فرار از مناطق جنگی» در نتیجهٔ جنگ جان باختند. - لس آنجلس تایمز گزارش داد که در یک دوره ۵ ماهه از ۷ اکتبر ۲۰۰۱ تا ۲۸ فوریه ۲۰۰۲، بین ۱۰۶۷ تا ۱٬۲۰۱ غیرنظامی در اثر کمپین‌های بمباران کشته شدند، طوری که در رسانه‌های ایالات متحده، انگلیس و پاکستان و سرویس‌های بین‌المللی نیز گزارش شده‌است. - به نوشته روزنامه گاردین، احتمالاً در سال ۲۰۰۱ حدود ۲۰٬۰۰۰ افغان در نتیجه غیر مستقیم حملات هوایی اولیه آمریکا و حمله زمینی جان باختند. - پروفسور مارک هرولد از دانشگاه نیوهمپشر تخمین زده‌است که در بازه ۲۰ ماهه بین ۷ اکتبر ۲۰۰۱ و ۳ ژوئن ۲۰۰۳، حداقل ۳۱۰۰ تا ۳۶۰۰ غیرنظامی مستقیماً توسط نیروهای تحت حمایت آمریکا کشته شده‌اند. | |
| ۲۰۰۲ | گزارشی موجود نیست | - پروژه جایگزین‌های دفاعی برآورد کرده‌است که در مدت ۳ ماه بین ۷ اکتبر ۲۰۰۱ و ۱ ژانویه ۲۰۰۲، حداقل ۱۰۰۰–۱۳۰۰ غیرنظامی مستقیماً توسط عملیات بمباران هوایی به رهبری آمریکا کشته شدند، و تا اواسط ژانویه ۲۰۰۲، دست کم ۳۲۰۰ افغان دیگر بر اثر «گرسنگی، در معرض گذاری، بیماریهای مرتبط یا جراحت ناشی از فرار از مناطق جنگی» در نتیجهٔ جنگ جان باختند. - لس آنجلس تایمز گزارش داد که در یک دوره ۵ ماهه از ۷ اکتبر ۲۰۰۱ تا ۲۸ فوریه ۲۰۰۲، بین ۱۰۶۷ تا ۱٬۲۰۱ غیرنظامی در اثر کمپین‌های بمباران کشته شدند، طوری که در رسانه‌های ایالات متحده، انگلیس و پاکستان و سرویس‌های بین‌المللی نیز گزارش شده‌است. - به نوشته روزنامه گاردین، احتمالاً در سال ۲۰۰۱ حدود ۲۰٬۰۰۰ افغان در نتیجه غیر مستقیم حملات هوایی اولیه آمریکا و حمله زمینی جان باختند. - پروفسور مارک هرولد از دانشگاه نیوهمپشر تخمین زده‌است که در بازه ۲۰ ماهه بین ۷ اکتبر ۲۰۰۱ و ۳ ژوئن ۲۰۰۳، حداقل ۳۱۰۰ تا ۳۶۰۰ غیرنظامی مستقیماً توسط نیروهای تحت حمایت آمریکا کشته شده‌اند. | |
| ۲۰۰۳ | گزارشی موجود نیست | - پروژه جایگزین‌های دفاعی برآورد کرده‌است که در مدت ۳ ماه بین ۷ اکتبر ۲۰۰۱ و ۱ ژانویه ۲۰۰۲، حداقل ۱۰۰۰–۱۳۰۰ غیرنظامی مستقیماً توسط عملیات بمباران هوایی به رهبری آمریکا کشته شدند، و تا اواسط ژانویه ۲۰۰۲، دست کم ۳۲۰۰ افغان دیگر بر اثر «گرسنگی، در معرض گذاری، بیماریهای مرتبط یا جراحت ناشی از فرار از مناطق جنگی» در نتیجهٔ جنگ جان باختند. - لس آنجلس تایمز گزارش داد که در یک دوره ۵ ماهه از ۷ اکتبر ۲۰۰۱ تا ۲۸ فوریه ۲۰۰۲، بین ۱۰۶۷ تا ۱٬۲۰۱ غیرنظامی در اثر کمپین‌های بمباران کشته شدند، طوری که در رسانه‌های ایالات متحده، انگلیس و پاکستان و سرویس‌های بین‌المللی نیز گزارش شده‌است. - به نوشته روزنامه گاردین، احتمالاً در سال ۲۰۰۱ حدود ۲۰٬۰۰۰ افغان در نتیجه غیر مستقیم حملات هوایی اولیه آمریکا و حمله زمینی جان باختند. - پروفسور مارک هرولد از دانشگاه نیوهمپشر تخمین زده‌است که در بازه ۲۰ ماهه بین ۷ اکتبر ۲۰۰۱ و ۳ ژوئن ۲۰۰۳، حداقل ۳۱۰۰ تا ۳۶۰۰ غیرنظامی مستقیماً توسط نیروهای تحت حمایت آمریکا کشته شده‌اند. | |
| ۲۰۰۴ | گزارشی موجود نیست | گزارشی موجود نیست | گزارشی موجود نیست |
| ۲۰۰۵ | گزارشی موجود نیست | - پروفسور مارک دبلیو هرولد از دانشگاه نیوهمپشر تخمین زده‌است که حداقل ۴۰۸–۴۷۸ غیرنظامی افغان مستقیماً توسط اقدامات ایالات متحده /ناتو کشته شده‌اند. | - مرگ مستقیم غیرنظامیان: حداقل ۴۰۸ تا ۴۷۸ نفر |
| ۲۰۰۶ | - دیده‌بان حقوق بشر تخمین زده‌است که در سال ۲۰۰۶ دست کم ۶۹۹ غیرنظامی افغان توسط نیروهای مختلف شورشی کشته شده‌اند. | - دیده‌بان حقوق بشر تخمین زده‌است که در سال ۲۰۰۶ دست کم ۲۳۰ غیرنظامی افغان بر اثر حملات ایالات متحده یا ناتو کشته شده‌اند: ۱۱۶ نفر در حملات هوایی و ۱۱۴ نفر در حملات زمینی. - پروفسور مارک دبلیو هرولد از دانشگاه نیوهمپشر تخمین زده‌است که حداقل ۶۵۳–۷۶۹ غیرنظامی افغان مستقیماً توسط اقدامات ایالات متحده /ناتو کشته شده‌اند. | - دیده‌بان حقوق بشر تخمین زده‌است که دست کم ۹۲۹ غیرنظامی افغان در جنگ‌های مربوط به درگیری مسلحانه در سال ۲۰۰۶ کشته شده باشند. خشونت‌های مربوط در سال ۲۰۰۶، دو برابر بیشتر از سال ۲۰۰۵. - بر اساس گزارش ناتو، ائتلاف و مقامات افغان، آسوشیتدپرس برآورد کرده که در سال ۲۰۰۶ حدود ۴٬۰۰۰ افغان (غیرنظامی و شبه نظامی) کشته شده‌اند. |
| ۲۰۰۷ | - نمایندگی سازمان ملل متحد در افغانستان (یوناما) تخمین زده‌است که ۷۰۰ غیرنظامی افغان در سال ۲۰۰۷ توسط عناصر ضددولتی کشته شده‌اند که ۴۶ درصد تلفات غیرنظامیان را تشکیل می‌دهد. - دیده‌بان حقوق بشر تخمین زده‌است که دست کم ۹۵۰ غیرنظامی افغان در سال ۲۰۰۷ توسط نیروهای مختلف شورشی کشته شده‌اند. | - دیده‌بان حقوق بشر تخمین زده‌است که در سال ۲۰۰۷ دست کم ۴۳۴ غیرنظامی افغان بر اثر حملات ایالات متحده یا ناتو کشته شده‌اند: ۳۲۱ نفر در حملات هوایی و ۱۱۳ نفر در آتش زمینی. ۵۷ غیرنظامی دیگر در تیراندازی متقابل کشته شدند و ۱۹۲ نفر نیز در شرایط نامشخص جان باختند. - نمایندگی سازمان ملل متحد در افغانستان (یوناما) تخمین زده‌است که ۶۲۹ غیرنظامی افغان در سال ۲۰۰۷ توسط نیروهای بین‌المللی و افغان کشته شده‌اند که ۴۱ درصد تلفات غیرنظامیان را تشکیل می‌دهد. - پروفسور مارک دبلیو هرولد از دانشگاه نیوهمپشر تخمین زده‌است که حداقل ۱۰۱۰–۱۲۹۷ غیرنظامی افغان مستقیماً توسط اقدامات ایالات متحده /ناتو کشته شده‌اند. | - نمایندگی سازمان ملل متحد در افغانستان (یوناما) تخمین زده‌است که ۱۵۲۳ غیرنظامی افغان در نتیجه مستقیم درگیری‌های مسلحانه در سال ۲۰۰۷ کشته شده‌اند. - دیده‌بان حقوق بشر تخمین زده‌است که حداقل ۱۶۳۳ غیرنظامی افغان در جنگ‌های مربوط به درگیری‌های مسلحانه در سال ۲۰۰۷ کشته شده‌اند. |
| ۲۰۰۸ | - کمیسیون مستقل حقوق بشر افغانستان (AIHRC) تخمین زده‌است که در سال ۲۰۰۸ حدود ۱٬۰۰۰ غیرنظامی توسط گروه‌های شبه نظامی کشته شده‌اند. - نمایندگی سازمان ملل متحد در افغانستان (یوناما) گزارش داد که ۱۱۶۰ غیرنظامی افغان در سال ۲۰۰۸ توسط نیروهای ضددولتی کشته شده‌اند که ۵۵ درصد از مرگ غیرنظامیان را تشکیل می‌دهد. - ناظر حقوق افغانستان تخمین زده‌است که در سال ۲۰۰۸ بیش از ۲۳۰۰ غیرنظامی توسط شورشیان کشته شده‌اند، از جمله ۹۳۰ نفر در حملات انتحاری. | - کمیسیون مستقل حقوق بشر افغانستان (AIHRC) تخمین زده‌است که در سال ۲۰۰۸ حدود ۸۰۰ غیرنظامی توسط نیروهای نظامی تحت حمایت آمریکا کشته شده‌اند. - نمایندگی سازمان ملل متحد در افغانستان (یوناما) گزارش داد که ۸۲۸ غیرنظامی افغان در سال ۲۰۰۸ توسط نیروهای نظامی تحت رهبری بین‌المللی کشته شده‌اند که ۳۹ درصد از غیرنظامیان را به خود اختصاص داده‌است. حملات هوایی بیشترین سهم از این تعداد، ۶۴ درصد را به خود اختصاص داده و ۵۵۲ غیرنظامی در نتیجه حملات هوایی ایالات متحده و ناتو کشته شده‌اند. - به گفته امان‌الله جیهون، سفیر افغانستان در استرالیا، ۱٬۰۰۰ غیرنظامی افغان در سال ۲۰۰۸ توسط نیروهای ائتلاف کشته شدند. - نظارت بر حقوق افغانستان تخمین زده‌است که بیش از ۱۶۲۰ غیرنظامی در سال ۲۰۰۸ توسط نیروهای نظامی تحت حمایت آمریکا کشته شده‌اند، از جمله ۶۸۰ نفر در حملات هوایی کشته شده‌اند. ARM همچنین تخمین زد که عملیات نظامی نیروهای ناتو و ائتلاف تحت رهبری آمریکا دست کم ۲۸۰۰ مجروح و ۸۰۰۰۰ نفر را از خانه‌های خود آواره کرد. - پروفسور مارک دبلیو هرولد از دانشگاه نیوهمپشر تخمین زده‌است که حداقل ۸۶۴–۱٬۰۱۷ غیرنظامی افغان مستقیماً در سال ۲۰۰۸ توسط نیروهای خارجی ایالات متحده /ناتو کشته شده‌اند. | - کمیسیون مستقل حقوق بشر افغانستان (AIHRC) تخمین زده‌است که حدود ۱۸۰۰ غیرنظامی در نتیجه جنگ‌های مسلحانه در سال ۲۰۰۸ کشته شده‌اند. - نمایندگی سازمان ملل متحد در افغانستان (یوناما) گزارش داد که ۲٬۱۱۸ غیرنظامی افغان در نتیجه درگیری‌های مسلحانه در سال ۲۰۰۸ کشته شدند، که بیشترین تعداد از پایان حمله اولیه ۲۰۰۱ است. - ناظر حقوق افغانستان (ARM) تخمین زده‌است که در سال ۲۰۰۸ حدود ۳٬۹۱۷ غیرنظامی کشته، بیش از ۶۸۰۰ نفر زخمی و حدود ۱۲۰٬۰۰۰ نفر مجبور به ترک خانه‌های خود شدند. |
| ۲۰۰۹ | - نمایندگی سازمان ملل متحد در افغانستان (یوناما) ۱۶۳۰ کشته غیرنظامی افغان را ناشی از عناصر ضددولتی در سال ۲۰۰۹ عنوان کرد، که دو سوم از ۲۴۱۲ کشته غیرنظامی افغان را نشان می‌دهد. جنگ به رهبری آمریکا در سال ۲۰۰۹ | - نمایندگی سازمان ملل متحد در افغانستان (یوناما) ۵۹۶ کشته غیرنظامی افغان را ناشی از نیروهای نظامی تحت رهبری بین‌المللی در سال ۲۰۰۹ عنوان کرده‌است، که حدود یک چهارم از ۲۴۱۲ کشته غیرنظامی افغان را نشان می‌دهد. ناشی از جنگ در سال ۲۰۰۹ بود. | - نمایندگی سازمان ملل متحد در افغانستان (یوناما) ۲٬۴۱۲ کشته غیرنظامی افغان در جنگ به رهبری آمریکا در سال ۲۰۰۹ ثبت کرد، که نشان دهنده جهش ۱۴ درصدی نسبت به تعداد کشته شدگان در سال ۲۰۰۸ است. در ۱۸۶ (۸)) از مرگ و میرها، یوناما نتوانست علت را به وضوح به هیچ‌یک از طرفین نسبت دهد. |
| ۲۰۱۰ | - نمایندگی سازمان ملل متحد در افغانستان (یوناما) و کمیسیون مستقل حقوق بشر افغانستان (AIHRC) ۲۰۸۰ کشته غیرنظامی افغان را ناشی از عناصر ضددولتی در سال ۲۰۱۰، افزایش ۲۸ درصدی عنوان کردند. از سال ۲۰۰۹ و ۷۴٫۹ از ۲۷۷۷ کشته غیرنظامی افغان را که در جنگ به رهبری آمریکا در ۲۰۱۰ ثبت کردند، نشان می‌دهد. | - نمایندگی سازمان ملل متحد در افغانستان (یوناما) و کمیسیون مستقل حقوق بشر افغانستان (AIHRC) مرگ ۴۴۰ غیرنظامی افغان را ناشی از نیروهای نظامی تحت فرماندهی ایالات متحده در سال ۲۰۱۰، ۲۶ مورد کاهش عنوان کردند. ٪ از سال ۲۰۰۹ و ۱۵٫۹ از ۲۷۷۷ کشته غیرنظامی افغان را که در جنگ به رهبری آمریکا در ۲۰۱۰ ثبت کرده‌اند، تشکیل می‌دهد. | - نمایندگی سازمان ملل متحد در افغانستان (یوناما) و کمیسیون مستقل حقوق بشر افغانستان ۲٬۷۷۷ غیرنظامی افغان را در جنگ به رهبری آمریکا در سال ۲۰۱۰ ثبت کردند که ۱۵ درصد جهش بیش از تعداد کشته شدگان در سال ۲۰۰۹. در ۹ درصد از مرگ و میرها، یوناما و AIHRC نتوانستند علت را به وضوح به هیچ‌یک از طرفین نسبت دهند. |
| ۲۰۱۱ | - نمایندگی سازمان ملل متحد در افغانستان (یوناما) و کمیسیون مستقل حقوق بشر افغانستان (AIHRC) 1167 کشته غیرنظامی افغان را ناشی از عناصر ضددولتی در شش ماه اول سال ۲۰۱۶ اعلام کردند. در سال ۲۰۱۱، ۲۸ درصد نسبت به مدت مشابه در سال ۲۰۱۰ افزایش نشان می‌دهد و ۷۹٫۸ درصد از مجموع ۱٬۴۶۲ کشته غیرنظامی افغان را که در این دوره ثبت شده‌اند، نشان می‌دهد.                                                                                               | - نمایندگی سازمان ملل متحد در افغانستان (یوناما) و کمیسیون مستقل حقوق بشر افغانستان (AIHRC) ۲۰۷ غیرنظامی افغان را در ۶ ماه اول توسط نیروهای نظامی تحت آمریکا کشته‌اند. در سال ۲۰۱۱، نسبت به مدت مشابه در سال ۲۰۱۰ کاهش یافته و ۱۴٫۲ از ۱٬۴۶۲ کشته غیرنظامی افغان را که در این مدت در جنگ ثبت شده‌اند، نشان می‌دهد. | - نمایندگی سازمان ملل متحد در افغانستان (یوناما) و کمیسیون مستقل حقوق بشر افغانستان (AIHRC) ۱،۴۶۲ کشته غیرنظامی افغان را در جنگ به رهبری آمریکا در شش ماه اول ۲۰۱۱ ثبت کردند، جهش ۱۵ درصدی نسبت به تعداد کشته شدگان در مدت مشابه در سال ۲۰۱۰. در ۶ درصد از مرگ و میر، UNAMA و AIHRC نتوانستند علت را به وضوح به هیچ‌یک از طرفین نسبت دهند. |

- *توجه: در گزارش UNAMA/AIHRC، مشخص نیست که آیا قربانی غیرنظامی است یا نه، پس از ارزیابی حقایق موجود، UNAMA/AIHRC آن قربانی را به‌عنوان یک قربانی احتمالی غیرنظامی در نظر نمی‌گیرد. تعداد قربانیان این قبیل ارائه نشده‌است.[۲۸]

## تلفات غیرنظامی (۲۰۰۱–۲۰۰۳)

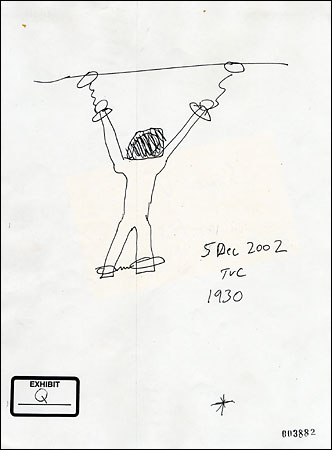
پیش‌طرحی از رانندهٔ تاکسی افغان دلاور که در سال ۲۰۰۲ توسط ایالات متحده در بگرام شکنجه و کشته شد.

با توجه به پایگاه داده گسترده مارک دبلیو هرولد، «پرونده قربانیان غیرنظامی بمب‌گذاری هوایی ایالات متحده»، بین ۳٬۱۰۰ و ۳٬۶۰۰ غیرنظامی به‌طور مستقیم توسط بمباران ایالات متحده در عملیات آزادی پایدار و حملات نیروهای ویژه ایالات متحده بین ۷ اکتبر ۲۰۰۱ و ۳ ژوئن ۲۰۰۳ کشته شدند. این برآورد تنها تعداد «مرگ فوری» – یعنی مرگ و میری که بلافاصله پس از انفجار یا تیراندازی رخ داده‌است – را نشان می‌دهد و نه تعداد مرگ و میری که بعد از آن به صورت غیر مستقیم و به عنوان یک نتیجه از حملات هوایی آمریکا و تهاجم رخ داده‌است.
در مطالعاتی، کارل کونتا از پروژه «دفاع جایگزین» تخمین می‌زند که حداقل ۴۲۰۰–۴٬۵۰۰ غیرنظامی اواسط ژانویه سال ۲۰۰۲ در نتیجه جنگ آمریکا و حملات هوایی کشته شدند. این اعداد هر دو عوامل، یعنی تلفات از کمپین بمباران هوایی، و به‌طور غیر مستقیم در بحران انسانی و عواقب جنگ و حملات هوایی را نشان می‌دهد.

## تلفات غیرنظامی و کلی (۲۰۰۵)
با توجه به جاناتان استیل از گاردین، بیش از ۲۰ هزار افغان در چهار ماه اول حملات هوایی ایالات متحده در افغانستان کشته شدند.

## تلفات غیرنظامی و کلی (۲۰۰۶)
بنابر گزارشی از دیده‌بان حقوق بشر، ۴٬۴۰۰ افغان در سال ۲۰۰۶ کشته شدند، بیش از ۱٬۰۰۰ از آنها غیرنظامی بودند. ۲٬۰۷۷ شبه نظامی در عملیات ائتلاف بین ۱ سپتامبر و ۱۳ دسامبر کشته شدند.
شمارش آسوشیتد پرس بر اساس گزارش از افغانستان، ناتو و مقامات ائتلاف شمار کشته شدگان کلی کمی پایین‌تر، حدود ۴٬۰۰۰ نفر قرار می‌دهد و بسیاری از آنها را شبه نظامیان توصیف می‌کند.
در هشت ماه اول سال تا پایان ماه اوت بیش از ۱٬۹۰۰ غیرنظامی کشته شدند.

## تلفات غیرنظامی و کلی (۲۰۰۷)
بیشتر از ۷٬۷۰۰ نفر در ۲۰۰۷ کشته شدند. این شامل: ۱٬۰۱۹ پلیس افغانستان؛ ۴٬۴۷۸ شبه نظامیان؛ ۱۹۸۰ غیرنظامی و ۲۳۲ سرباز خارجی.

## تلفات غیرنظامی و کلی (۲۰۰۸)
مأموریت کمک سازمان ملل متحد در افغانستان (یوناما) در سال ۲۰۰۸ گزارش داد که ۲٬۱۱۸ غیرنظامی در درگیری‌های مسلحانه در افغانستان کشته شدند، بالاترین تلفات غیرنظامی از ۲۰۰۱. این نشان دهنده افزایشی حدود ۴۰ درصد بیش از گزارش یوناما از ۱٬۵۲۳ غیر نظامیان کشته شده در ۲۰۰۷ بود.
از سوی دیگر، با توجه به نیروهای ناتو تنها ۱٬۰۰۰ غیرنظامی در تمام طول سال کشته شدند.
در ۲۰۰۸, ۳۸ امدادگر، تقریباً همه از سازمان غیردولتی، کشته شدند، دو برابر تعداد از ۲۰۰۷, و ۱۴۷ ربوده شدند.
با توجه به مانیتور حقوق افغانستان (ARM) بیش از ۱٬۱۰۰ پلیس افغانستان و ۵۳۰ سرباز افغان در ۲۰۰۸ جان خود را از دست دادند.
به گفته نیروهای ناتو، ۵٬۰۰۰ شبه نظامی در ۲۰۰۸ کشته شدند.

## تلفات غیرنظامی و کلی (۲۰۰۹)

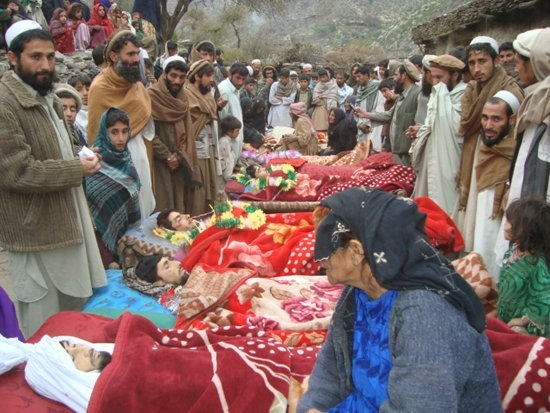
قربانیان حمله شبانه نارنگ که منجر به کشته شدن دست کم ۱۰ غیرنظامی افغان از جمله هشت دانش آموز مدرسه شد.

۲۰۰۹ دوباره کشنده‌ترین سال برای غیرنظامیان افغان در جنگ به رهبری آمریکا از سقوط دولت طالبان در اواخر سال ۲۰۰۱ بود. با توجه به مأموریت کمک سازمان ملل متحد در افغانستان (یوناما), ۲٬۴۱۲ غیرنظامی توسط جنگ در ۲۰۰۹ کشته شدند، پرشی ۱۴٪ نسبت به سال ۲۰۰۸. ۳٬۵۶۶ غیرنظامی افغان به عنوان یک نتیجه از جنگ در ۲۰۰۹ زخمی شدند.

## تلفات غیرنظامی و کلی (۲۰۱۰)
سال ۲۰۱۰ دوباره مرگبارترین سال برای غیرنظامیان افغان در جنگ پس از سقوط دولت طالبان در اواخر سال ۲۰۰۱ بود. ناامنی و بی‌ثباتی به شمال شرقی و مناطق غربی افغانستان گسترش یافت.

## تلفات غیرنظامی و کلی (۲۰۱۱)
در نیمه اول سال ۲۰۱۱، جنگ ایالات متحده به رهبری در افغانستان دوباره تعداد هنوز بالاتری از مرگ و میر غیرنظامی را به عنوان خشونت تشدید آورده و امنیت رو به پایین فزاینده را فراهم کرد. با توجه به ارقام یوناما ۱٬۴۶۲ غیرنظامی افغان در شش ماه اول ۲۰۱۱ کشته شدند، ۱۵٪ پرش نسبت به مدت مشابه در ۲۰۱۰.
برای کل سال ۲۰۱۱، سازمان ملل متحد گزارش داد که شمار مرگ و میر غیرنظامی ۳٬۰۲۱، یک رکورد بالا است. علاوه بر این، ۴٬۵۰۷ افغان زخمی شدند.
استفاده از مواد منفجره دست‌ساز افزایش یافت، با متوسط ۲۳ بمب‌های کنار جاده ای در روز که منفجر، کشف، یا خنثی شد. حملات انتحاری همچنین پیچیده‌تر و پیچیده‌تر شد، کشتار هدفمند شدت یافت، مبارزه زمینی افزایش یافت و مرگ و میر غیرنظامی از حملات هوایی همچنین افزایش یافت.

## تلفات غیرنظامی و کلی (۲۰۱۲)
یک گزارش ۲۰۱۲ توسط مأموریت کمک‌های سازمان ملل متحد در افغانستان اشاره کرد که تعداد غیرنظامیان افغان کشته یا زخمی در ۲۰۱۲ برای اولین بار از زمانی که سازمان ملل متحد شروع به پیگیری آن کرده، کاهش یافت. مرگ و میر غیرنظامی ۲٬۷۶۹ و صدمات ۴٬۸۲۱ در ۲۰۱۲ گزارش شد.

## تلفات غیرنظامی و کلی (۲۰۱۳)
سازمان ملل متحد ۲٬۹۶۹ مرگ و میر غیرنظامی و ۵٬۶۶۹ صدمات را در ۲۰۱۳ ثبت کرد.

## تلفات غیرنظامی و کلی (۲۰۱۴)
امدادگران بین‌المللی در ۲۰۱۴ هنوز هم علاوه بر جمعیت عمومی کشور هدف قرار گرفتند. این با مرگ دو نفر از کارگران کمک فنلاندی آورده شد، که به ضرب گلوله کشته شدند؛ آنها در ۲۴ ژوئیه ۲۰۱۴ در حالی که در یک تاکسی بودند توسط دو نفر مسلح در موتورسیکلت کشته شدند.
به‌طور کلی در ۲۰۱۴ طبق گفته سازمان ملل، ۳٬۷۱۰ غیرنظامی کشته شدند و ۶٬۸۲۵ زخمی شدند، با این حال یکی دیگر از رکورد بالا است.

## تلفات غیرنظامی و کلی (۲۰۱۵)
در ۲۰۱۵ سازمان ملل تخمین زد که ۳٬۵۴۵ غیرنظامی کشته و ۷٬۴۵۷ زخمی شدند.

## تلفات غیرنظامی و کلی (۲۰۱۶)
در ۲۰۱۶ سازمان ملل متحد تخمین زد که ۳٬۴۹۸ غیرنظامی کشته و ۷٬۹۲۰ زخمی شدند.

## تلفات غیرنظامی و کلی (۲۰۱۷)
سازمان ملل تخمین می‌زند که ۱٬۶۶۲ غیرنظامی از ژانویه تا ژوئن ۲۰۱۷ کشته شدند. طالبان به یک بیمارستان حمله کردند و بیش از ۵۰ بیمار و کارکنان را کشتند. یک کارمند کمک زن آلمانی کشته شد، نگهبان افغانستان او سر بریده و یک کارمند کمک زن فنلاندی در ماه مه ربوده شده (به احتمال زیاد توسط داعش).

## تلفات غیرنظامی و کلی (۲۰۱۸)
در پایان ماه اوت ۲۰۱۸ پنج سرباز آمریکایی در جنگ کشته شدند. ایالات متحده حدود ۱۵۰۰۰ سرباز در افغانستان داشت. با توجه به گزارشی تعداد کل مرگ و میر از جمله غیرنظامیان و رزمندگان، تا پایان سال از ۲۰٬۰۰۰ نفر پیشی بگیرد.
در ماه اکتبر ۲۰۱۸، ۲۷۳ غیرنظامی افغان کشته شدند و ۵۵۰ نفر دیگر در حوادث جداگانه مجروح شدند.
در ۲۸ دسامبر ۲۰۱۸ گزارش صادر شده توسط یونیسف نشان داد که در طول نه ماه اول ۲۰۱۸، پنج هزار کودک در افغانستان کشته یا زخمی شدند. مانوئل فونتین مدیر برنامه‌های اضطراری یونیسف گفت که جهان کودکان زندگی در مناطق جنگی را فراموش کرده‌است.